# Calitor

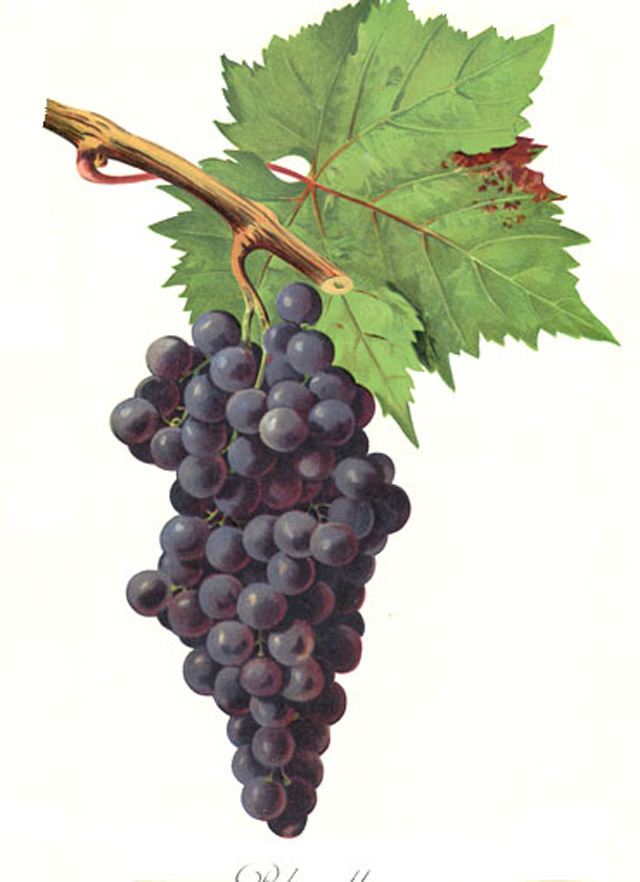
Calitor (Blavette) im Buch von Viala & Vermorel

Die Rotweinsorte Calitor war früher in den südlichen Weinbaugebieten Frankreichs weit verbreitet, ist heute jedoch mit weniger als 200 Hektar Rebfläche im Sortenspiegel der Départements Var, Gard und Hérault sowie auf Korsika (→ Weinbau auf Korsika) vertreten. In Rebschulen wird der Calitor nicht mehr gezüchtet ist aber noch in der Appellation Côtes de Provence zugelassen.
Der Name leitet sich aus dem Provenzalischen col (Bezeichnung für den Traubenstiel) sowie tor (verdreht) ab und beschreibt somit den stark gewinkelten Stiel der Traube. Schriftlich belegt ist die Existenz dieser Sorte seit dem 15. Jahrhundert. 
Die ertragreiche Sorte erbringt elegante, leichte und farbstoffarme Weine, die für Verschnitte verwendet werden. In Hanglagen kann aus ihr durchaus ein sehr guter Wein gekeltert werden.  
Die weißen Sorten Calitor Blanc und Calitor Gris sind eine Mutation des Calitor.
Siehe den Artikel Weinbau in Frankreich sowie die Liste von Rebsorten.

## Ampelographische Sortenmerkmale
In der Ampelographie wird der Habitus folgendermaßen beschrieben:
- Die Triebspitze ist stark weißwollig behaart, mit karminrotem Anflug. Die Jungblätter sind leicht behaart und roséfarben.
- Die mittelgroßen Blätter sind fünflappig und tief gebuchtet. Die Stielbucht ist lyren-förmig geschlossen. Das Blatt ist spitz gezähnt. Die Zähne sind im Vergleich der Rebsorten sehr eng gesetzt. Die Blattoberfläche (auch Spreite genannt) ist blasig derb.
- Die konus- bis walzenförmige Traube ist  groß, lang  und lockerbeerig. Die rundlichen Beeren sind mittelgroß bis groß und von schwarzblauer Farbe.

Die Rebsorte Calitor reift ca. 30 Tage nach dem Gutedel und zählt daher zu den spätreifenden Sorten. Sie wird häufig vom Falschen Mehltau und von der Grauschimmelfäule befallen. Gegen den Echten Mehltau ist sie recht resistent.
Calitor ist eine Varietät der Edlen Weinrebe (Vitis vinifera). Sie besitzt zwittrige Blüten und ist somit selbstfruchtend. Beim Weinbau wird der ökonomische Nachteil vermieden, keinen Ertrag liefernde, männliche Pflanzen anbauen zu müssen.

## Synonyme
Die Sorte Calitor ist auch unter den Namen Anglas, Assadoule Bouvier, Binxeilla, Blavette, Calitor Noir, Canseron, Cargo-Miola, Cargo-Muou, Catitor, Causeron, Causeroun, Charge-Mulet, Colitor, Coulitor, Dameron des Vosges (nicht zu verwechseln mit dem Dameron), Foirard, Foirat, Fouiraire, Fouiral, Fouirasson, Garriga, Ginoux d'Agasso, Mouillas, Noeuds-Courts, Nou courté, Pampoul, Pécoui-Touar, Pécoui Tovar, Picpoule-Sorbier, Piquepoul de Fronton, Pride of Australia, Qualitor, Ramonen, Rouget de Salins, Rousselin, Rousselin Noir, Rousset, Rouxal, Sang de Boeuf (Stierblut), Saure Sen Zhan, Siege Noir, Sigotier, Sigoyer und Tentyure Artekskii bekannt.